# Diplocolenus turkestanica
Diplocolenus turkestanica är en insektsart som beskrevs av Rauno E. Linnavuori 1953. Diplocolenus turkestanica ingår i släktet Diplocolenus och familjen dvärgstritar. Inga underarter finns listade i Catalogue of Life.